# 墨色
墨色（すみいろ、ぼくしょく）とは灰色がかった黒のこと。墨染めとも。
由来は書道用具の墨から。通常は衣装でいう「墨染め」の場合、タンニンを多く含む茶色系の植物染料を鉄で媒染した色合いを意味する。
なお、占いの一種として相談者が筆で「一」の字を紙に書いて吉凶を判断する方法も「墨色（すみいろ）」という。

## 墨色に関する成語など
墨染め衣
黒く染めた衣、とくに黒の僧衣を指す。
墨染桜
桜の一種で、単弁の小さい花は開花当初は白いが、薄墨色のように見えるとされる。平安時代、上野岑雄（）が友人である藤原基経（）の死を悼み、「深草の野辺の桜し心あらば今年ばかりは墨染めに咲け」と歌ったところ桜が墨染色に咲いたという伝説があり、京都市伏見区深草の地名「墨染」の由来とも言われる。
なお、千葉県東金市の貴船神社にも墨染桜と呼ばれる桜の木（品種は姥彼岸）が存在し、同市の指定文化財となっている。東金市の伝説では「深草の野辺の桜木心あらば亦この里にすみぞめに咲け」という句を西行が読んだとされ、京都墨染の伝説とは違いがある。